# Françoise Hardy
Françoise Madeleine Hardy (Párizs, 1944. január 17. – Párizs, 2024. június 11.) francia énekesnő, színésznő és asztrológus. A divat és a zenei élet egyik meghatározó ikonja.

## Pályafutása
1962 áprilisában, röviddel az iskola befejezése után megjelent az első lemeze, az Oh Oh Chéri, melynek címadó dalát Johnny Hallyday-jel közösen írta.
Énekelt franciául, angolul, olaszul, spanyolul és németül is. 1963-ban Monacót képviselte az Eurovíziós Dalfesztiválon, s 5. helyezést ért el a L'Amour s'en va (Elmúlik a szerelem) című dallal.
1981. március 30-án házasságot kötött Jacques Dutronc francia énekes-dalszerző-színésszel, akitől már 1973-ban született egy fia, Thomas Dutronc.
2000 májusában négy év kihagyás után visszatért a zenei iparba Clair Obscur albumával. A lemezen megtalálható az a duett, amelyet férjével együtt énekel (Puisque Vous Partez En Voyage), és a fiuk gitározik benne, aki szintén a zenei szakmát választotta.

## Leghíresebb dalai
- Tous les garçons et les filles (1962)
- J'suis d'accord (1962)
- Le temps de l'amour (1962)
- Le premier bonheur du jour (1963)
- L'amour s'en va (1963)
- Only friends / Ton meilleur ami (1964)
- Mon amie la rose (1964)
- L'amitié (1965)
- Voilà (1967)
- Comment te dire adieu (1968, Serge Gainsbourg írta)
- Message personnel (1973)
- J'écoute de la musique saoûle (1978)
- La maison où j'ai grandi

## Diszkográfia
- Tous les garçons et les filles (1962)
- Le Premier Bonheur du jour (1963)
- Mon amie la rose (1964)
- In Deutschland (1965)
- L’amitié (1965)
- La maison où j’ai grandi (1966)
- Françoise Hardy Sings in English (1966)
- Ma jeunesse fout le camp… (1967)
- Comment te dire adieu ? (1968)
- En anglais (1969)
- Soleil (1970)
- One-Nine-Seven-Zero (1970)
- Alone (1970)
- Träume (1970)
- La Question (1971)
- Et si je m’en vais avant toi (1972)
- If You Listen (1972)
- Message Personnel (1973)
- Entr’acte (1974)
- Star (1977)
- J’écoute de la musique saoûle (1978)
- Gin Tonic (1980)
- À Suivre (1981)
- Quelqu’un qui s’en va (1982)
- Décalages (1988)
- Le Danger (1996)
- Clair Obscur (2000)
- Tant de belles choses (2004)
- Parenthèses… (2006)
- La pluie sans parapluie (2010)
- L’amour fou (2012)
- Personne d’autre (2018)

## Filmográfia
- 1963 Château en Suède (Svéd kastély)
- 1964 I Ragazzi dell'hully-gully
- 1965 Questo pazzo, pazzo mondo della canzone
- 1965 What's New Pussycat? (Mi újság, cicamica?)
- 1965 Altissima pressione
- 1966 Une Balle au Cœur
- 1966 Masculin féminin: 15 faits précis (Hímnem-nőnem)
- 1966 Europa canta
- 1966 Grand Prix (Grand Prix)
- 1967 Le Lapin de Noël
- 1972 Les Colombes
- 1980 Émilie jolie

## További információ
- Hivatalos oldal
- Françoise Hardy a Facebookon
- Françoise Hardy a PORT.hu-n (magyarul)
- Françoise Hardy az Internetes Szinkronadatbázisban (magyarul)
- Françoise Hardy az Internet Movie Database-ben (angolul)
- Françoise Hardy a Rotten Tomatoeson (angolul)
- Françoise Hardy az AlloCiné weboldalán (franciául)
- Françoise Hardy Profile. Famousfix.com. (Hozzáférés: 2023. február 6.)